# Fourcès
Fourcès es una comuna francesa del departamento del Gers en la región de Mediodía-Pirineos. Cuenta con un paisaje urbano medieval pintoresco que le vale estar clasificada en la categoría de les plus beaux villages de France.

## Demografía
| 532 | 468 | 372 | 356 | 324 | 277 |
| Para los censos de 1962 a 1999 la población legal corresponde a la población sin duplicidades (Fuente: INSEE [Consultar]) |     |     |     |     |     |

## Lugares y Monumentos
- La torre del reloj, del siglo XIII.
- El castillo, del siglo XV.
- El puente d'entrée, del siglo XV.
- La iglesia de Saint-Laurent. Medieval pero parcialmente reformada a finales del siglo XIX.
- La iglesia de Sainte-Quitterie. Aparentemente fechada en el periodo prerrománico.
- La place ronde.